# Latiano
Latiano é uma comuna italiana da região da Puglia, província de Brindisi, com cerca de 15.350 habitantes. Estende-se por uma área de 54 km², tendo uma densidade populacional de 284 hab/km². Faz fronteira com Brindisi, Francavilla Fontana, Mesagne, Oria, San Michele Salentino, San Vito dei Normanni.

## Demografia
| Variação demográfica do município entre 1861 e 2011                               |
|                                                                                   |
| Fonte: Istituto Nazionale di Statistica (ISTAT) - Elaboração gráfica da Wikipedia |